# Banowina zecka
Banowina zecka (serb./chorw. Зетска бановина/Zetska banovina) – jednostka podziału terytorialnego Królestwa Jugosławii w latach 1929–1941. Obejmowała tereny całej dzisiejszej Czarnogóry, południową część Dalmacji, południowo-wschodnią część Bośni i Hercegowiny oraz pas południowej Serbii (Sandżak). Nazwa utworzona od rzeki Zety względnie od Księstwa Zety – średniowiecznego słowiańskiego państwa o zbliżonym zasięgu terytorialnym. Według danych spisu powszechnego z 1931 ludność liczyła 55,8% prawosławnych, 34,1% muzułmanów, 10,0% katolików. Po utworzeniu autonomicznej Banowiny Chorwacji w 1939 z banowiny zeckiej z włączono do niej dystrykt Dubrownik (1039 km²). Po upadku Jugosławii w 1941 podzielona między Niepodległe Państwo Chorwackie (część północno-zachodnia) i Włochy (w tym wasalną Czarnogórę i Albanię).
Banami banowiny zeckiej byli:
1. Krsta Smiljanić – 1929-31
2. Uroš Krulj – 1931-32
3. Aleksa Stanišić – 1932-34
4. Mujo Sočica – 1934-36
5. Petar Ivanišević – 1936-39
6. Božidar Krstić – 1939-41
7. Blažo Đukanović – 1941